# Grand Prix de Denain 1962
La 4e édition du Grand Prix de Denain a eu lieu en avril 1962. Elle a été remportée par le Belge Julien Schepens.

## Classement final
Julien Schepens remporte la course en parcourant les 170 kilomètres en 4 h 16 à la vitesse moyenne de 39,843 km/h.
| Classement final, | Classement final, | Classement final, | Classement final, | Classement final, |
|                   | Coureur           | Pays              | Équipe            | Temps             |
| ----------------- | ----------------- | ----------------- | ----------------- | ----------------- |
| 1er               | Julien Schepens   | Belgique          | Bertin            | en 4 h 16 min 0 s |
| 2e                | Willy Raes        | Belgique          | Dr Mann           |                   |
| 3e                | Willy Truye       | Belgique          | Bertin            |                   |
| modifier          |                   |                   |                   |                   |